# مانويل أثانيا
مانويل أثانيا (تلفظ بالإسبانية: ‎/maˈnwel aˈθaɲa/‏. (ألكالا دي إيناريس 10 يناير 1880 - مونتوبان 3 نوفمبر 1940) سياسي إسباني شغل منصب رئيس وزراء الجمهورية الإسبانية الثانية (1931-1933) ثم رئيس لها (1936-1939). ولكن بعد انتصار القوميين بقيادة فرانكو في الحرب الأهلية الإسبانية غادر مانويل إلى منفاه في فرنسا وظل فيها حتى وافته المنية سنة 1940.
انتمى أثانيا إلى الطبقة الألكالانية الوسطى، فقد جاء من عائلة ليبرالية وتلقى تعليمًا دينيًا، وهي عوامل ساهمت بتشكيل فكره الجمهوري واليساري والمناهض للدين. بعد تخرجه في القانون بدأ في الانخراط في الحياة الثقافية والسياسية لحقبة عودة البوربون، ودافع عن المزيد من الحريات والحقوق الاقتصادية للعمال. ساهم في العديد من المقالات سنوات عقد 1910، وبرز في المعسكر الموالي للحلفاء خلال الحرب العالمية الأولى. وكان أحد الخصوم البارزين لجيل 98، فلم يكن حريصا على إعادة خيال إسبانيا إلى القرون الوسطى حيث الإمبراطورية، ولا رغبة إلى التطوير البريتورياني من القرن العشرين للبلد، ولكنه كان من جيل 14 فتعاون مع مثقفين مثل خوسيه أورتيجا إي جاسيت في مشاريع لإصلاح الحياة السياسية الإسبانية وانضمم إلى حزب الإصلاح. واتبع أمثلة من التنوير الفرنسي والجمهورية الفرنسية الثالثة، وأخذ مسعا سياسيًا من أجل الديمقراطية في عشرينيات القرن الماضي عندما دافع عن مفهوم الوطن باعتباره "المساواة الديمقراطية بين جميع المواطنين تجاه القانون" التي جعلته يتبنى الفكر الجمهورياتي.
أنشئ أثانيا حزب العمل الجمهوري (بالإسبانية: Acción Republicana)‏ سنة 1925. ونال في نفس العام خلال دكتاتورية بريمو دي ريفيرا الجائزة الوطنية للأدب عن السيرة الذاتية لحياة الدون خوان باليرا. وكان هو أحد الموقعين على ميثاق سان سيباستيان سنة 1930، وهو الميثاق الذي ساهم بترسيخ النظام الجمهوري ليكون بديلا سياسيا. فقد بلغت ذروة ضعف حكم حقبة البوربون ذروته في أبريل 1931 بتنازل ألفونسو الثالث عشر عن الحكم وإعلان الجمهورية الثانية في أبريل 1931، ليصبح وزيراً للحرب في الحكومة المؤقتة وسن الإصلاح العسكري، وتطلع إلى تطوير قوات مسلحة حديثة وذلك بتقليل ضباط الجيش.
أصبح أثانيا رئيسًا للحكومة بعد الانتخابات العامة 1931 فقام بإصلاحات تعليمية واقتصادية وعسكرية واجتماعية وهيكلية، من بينها الإصلاح الزراعي والإصلاح العسكري وإنشاء نظام حكم ذاتي لكاتالونيا، وعلمنة الدولة. أدت الطبيعة المثيرة للجدل لإصلاحاته بقيام انقلاب سانخورادا الفاشل وأحداث كاساس فايخاس مما أدى إلى استقالته في سبتمبر 1933. على الرغم من اعتقاله بعد ثورة 1934، دون أن يتمكن من اتهامه بأي جرم، فرجع أثانيا إلى الحياة السياسية ليعيد تشكيل حزبه في اليسار الجمهوري، الذي أضحى جزءًا من الجبهة الشعبية التي فازت في انتخابات 1936. فأعادته إلى رئاسة الحكومة، ليصبح بعدها رئيسا للجمهورية بدلاً من نيكيتو ألكالا زامورا، مع سانتياغو كاساريس كيروغا رئيسا للحكومة. ولكن بعد بضعة أشهر اندلع عنف سياسي واستقطاب اجتماعي أدى إلى انقلاب عسكري اشعل فشله الحرب الأهلية الإسبانية. فتقلص دور أثانيا في هذه الفترة بقوة بسبب سلطة الميليشيات الأناركية ووجود عملاء سوفيت. فسعى لتدخل فرنسي بريطاني في الصراع ثم المصالحة الوطنية، وطالب في خطابه سنة 1938 بالسلام التقوى والتسامح [الإسبانية].
وفي يناير وفبراير 1939 فتحت فرنسا حدودها للمدنيين والعسكريين، فعبرها أثانيا وعائلته ومعاونوه. وفي 4 فبراير أخبره خوان نغرين شخصيا أنه الحكومة قررت أن يلجأ إلى السفارة الإسبانية في باريس حتى يتمكن من تنظيم عودته إلى مدريد. إلا أن أثانيا أوضح بعد انتهاء الحرب أنه لن يكون هناك عودة محتملة إلى إسبانيا. فاستقال الجنرال روخو في الثاني عشر من الشهر، وفي يوم 18 من الشهر ذاته أبرق إليه نغرين يحثه كونه الرئيس على العودة إلى إسبانيا. إلا أن أثانيا كان واضحًا أنه لن يعود، لأنه سيستقيل حالما تعترف فرنسا والمملكة المتحدة بحكومة فرانكو، وهذا ماحصل في 27 فبراير. ومن فرنسا أرسل أثانيا خطاب الاستقالة إلى رئيس الكورتيس في 28 فبراير. في 31 مارس في الاجتماع الدائم لمجلس النواب في باريس انتقد نيغرين بقسوة قرار أثانيا بعدم العودة إلى إسبانيا واصفًا إياه بالخيانة، وهي كلمات على الأقل كانت مدعومة من دولوريس إيباروري.
توفي أثانيا في المنفى في مونتوبان سنة 1940.
من أشهر أعماله El Jardín de los Frailes وحوار La velada en Benicarló، وهو انعكاس مرحلة الثلاثينيات في إسبانيا. بالإضافة إلى يومياته [الإسبانية] التي اعتبرت من أهم الوثائق لمعرفة اللحظات التاريخية التي عاش فيها. ويعد أثانيا اليوم أحد أكثر السياسيين نفوذاً في تاريخ إسبانيا، وهو أحد رموز التيار الجمهوري في إسبانيا الرئيسية.

## السيرة الذاتية

### الطفولة والمراهقة

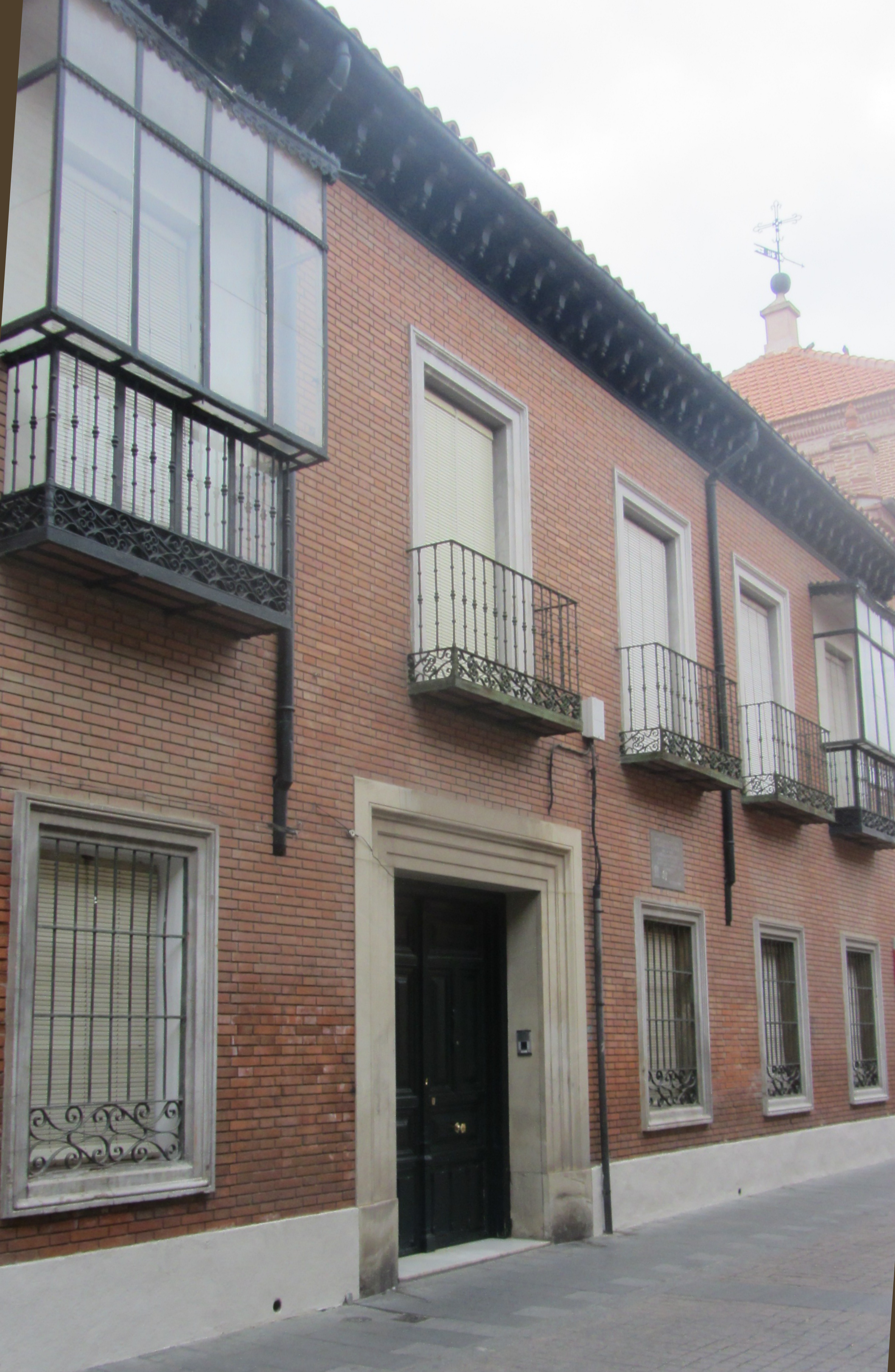
المنزل الذي ولد فيه مانويل أثانيا في ألكالا دي إيناريس.

وُلد مانويل أثانيا من عائلة ذات مكانة اقتصادية قوية ووجود في السياسة والحياة الفكرية في ألكالا. فوالده هو الثري إستيبان أثانيا كاتارينيو، ووالدته ماريا جوزيفينا دياز جالو موجوروزا، ربة منزل. وعائلته عملوا كتاب العدل وأمناء مجلس المدينة، كرس والده نفسه للسياسة وأصبح عمدة المدينة؛ كتب عن تاريخ الكالا دي هيناريس في مجلدين سنة 1882 و 1883. أما بالنسبة لعائلة والدته، فقد كان تمارس التجارة. ومانويل هو الثاني من بين أربعة أشقاء (جريجوريو وجوزيفا وكارلوس). توفيت والدته في 24 يوليو 1889، ثم لحقها أبوه بعد بضعة أشهر في 10 يناير 1890. فرحل مانويل وإخوته للعيش مع جدتهم السيدة كونسبسيون. وهناك مع شعور دائم بالوحدة كان يقوم بقراءاته الأولى، وذلك بفضل الكتب المختلفة التي جمعها جده غريغوريو. ولعب خاله فيليكس دياز-جالو دورًا مهمًا أثناء طفولته، مع وجود تأثير معين على مانويل فكريًا. حيث حصل على رخصة المحاماة من جامعة سرقسطة سنة 1897، والدكتوراه من جامعة كومبلوتنسي سنة 1900.

### شبابه ونشاطاته السياسية
خلال تلك الفترة ركزت قراءاته بشكل أساسي على الأعمال المتعلقة بالقضايا الاجتماعية والاشتراكية وتاريخ فرنسا وإنجلترا. وفي أكتوبر 1899 أصبح عضوًا في الأكاديمية الملكية للقانون والفقه التشريعي، حيث شارك بنشاط في العديد من المناقشات. وكتب في يناير 1902 اطروحته حول حرية تكوين الجمعيات والتي تناول فيها الحاجة إلى تنظيم الدولة للتشريع الديني والتجمعات الدينية، وناشد احترام حرية التعليم للجمعيات الكاثوليكية التي شكلت لهذا الغرض.
وفي سنة 1909 حصل على منصب في الإدارة الرئيسية للسجلات ومارس مهنة كاتب العدل في القانون المدني. ثم سافر إلى باريس في 1911، وانخرط في السياسة وانضم سنة 1914 إلى الحزب الجمهوري الإصلاحي بقيادة ميلكياديس ألفاريز. تعاون في إنتاج عدة صحف مثل El Imparcial و El Sol. خلال الحرب العالمية الأولى غطى عمليات على الجبهة الغربية لمختلف الصحف. كانت مقالاته متعاطفة جدًا مع الفرنسيين، وربما كانت برعاية المخابرات العسكرية الفرنسية. بعد ذلك قام بتحرير المجلات Pluma و España في سنوات 1920 و 1924. كان أمينًا لأتينيو دي مدريد (1913-1920)، ثم أصبح رئيسًا لها سنة 1930. وكان مرشحًا لمقاطعة طليطلة في انتخابات 1918 و1923 لكنه خسر في كليهما. ثم أسس في سنة 1926 حزب العمل الجمهوري (Acción Republicana) مع خوسيه جيرال.
كان أثانيا أحد الناقدين بقوة لدكتاتورية بريمو دي ريفيرا، حيث كتب بيانًا مثيرًا ضد الديكتاتور والملك ألفونسو الثالث عشر في 1924. وفي سنة 1930 كان أحد الموقعين على ميثاق سان سيباستيان الذي وحد كل الأحزاب الجمهورية والإقليمية في اسبانيا ضد بريمو دي ريفيرا والملك. وفي 12 أبريل 1931 اجتاح المرشحون الجمهوريون الانتخابات البلدية. واعتبر هذا الفوز رفضا للدكتاتورية والملكية. حيث أعلنت الجمهورية الإسبانية الثانية بعدها بيومين.

## في الحكومة
عين نيكيتو الكالا زامورا رئيسا للوزراء في الحكومة المؤقتة للجمهورية وأثانيا وزيراً للحرب في 14 أبريل. إلا أن ألكالا زامورا استقال في أكتوبر فحل أثانيا محله في منصب رئيس الوزراء. عندما اعتمد الدستور الجديد في 9 ديسمبر استمر أثانيا بمنصب رئيس الوزراء بقيادة ائتلاف من الأحزاب اليسارية، بما في ذلك حزبه العمل الجمهوري والاشتراكيين (PSOE) في حين أصبح ألكالا زامورا رئيسًا للجمهورية.
تابع أثانيا بعض الإصلاحات الرئيسية المنتظرة من البرنامج الجمهوري. فقدم التأمين ضد حوادث العمل، وقلل من حجم الجيش الإسباني وأزاح بعض الضباط الملكيين. وعمل أيضًا على تقليص نفوذ الكنيسة الكاثوليكية الرومانية ونفوذها، فألغى المدارس والمؤسسات الخيرية التي تديرها الكنيسة، ووسع المدارس العلمانية التي تديرها الدولة بشكل كبير. سنّت هيئة التشريع الإسبانية الكورتيس أيضًا برنامجًا للإصلاح الزراعي تم بموجبه مصادرة الأراضي الزراعية الخاصة الكبيرة (latifundia) وتوزيعها على فقراء الريف.
ومع أن أثانيا كان «جمهوريًا من الطبقة الوسطى» وليس اشتراكيًا. لذا لم يكن هو وأتباعه متحمسين لهذا البرنامج. حيث لم يتضمن القانون الزراعي المزارع الجماعية التي تمولها الدولة كما أراد الاشتراكيون، ولم يتم سنها حتى أواخر 1932. كما تم كتابتها بشكل أخرق، مما هدد العديد من أصحاب الأراضي الصغار نسبياً أكثر من أصحاب الأراضي الكبيرة. لم تفعل حكومة أثانيا سوى القليل جدًا لتنفيذ ذلك: حيث حصلت 12000 عائلة فقط على الأراضي في العامين الأولين. بالإضافة إلى ذلك لم يفعل أثانيا الكثير لإصلاح النظام الضريبي لتحويل عبء الحكومة على الأثرياء. بالإضافة إلى مواصلة الحكومة دعمها لأصحاب الصناعة ضد الإضرابات العنيفة أو محاولات العمال المتشددين الاستيلاء عليها، ولا سيما النقابية-اللاسلطوية الاتحاد الوطني للعمل أو (CNT) التي اشعلت أعمال عنف دامية في كاساس فيخاس (الآن بينالوب) وكاستيلبلانكو وأرنيط.
وفي الوقت نفسه عزل برنامج أثانيا المتطرف المناهض لرجال الدين العديد من المعتدلين. ففي الانتخابات المحلية التي أجريت في أوائل 1933 ذهبت معظم المقاعد إلى أحزاب محافظة ووسطية. واتبعتها انتخابات «محكمة الضمانات الدستورية» (المحكمة العليا للجمهورية) بنفس النمط. وهكذا دخل أثانيا في صراع مع كل من اليمين واليسار المتطرف. فدعا إلى التصويت بالثقة بالبرلمان، إلا أن ثلثي الكورتيس امتنعوا عن التصويت، فطلب ألكالا زامورا من أثانيا بالاستقالة في 8 سبتمبر 1933. وأجريت انتخابات جديدة في 19 نوفمبر 1933. حيث فاز في هذه الانتخابات الاتحاد الإسباني لليمين المستقل اليميني (CEDA) والحزب الجمهوري الراديكالي الوسطي. فأصبح الزعيم الراديكالي اليخاندرو ليروكس رئيسا للوزراء. وانسحب أثانيا مؤقتًا من السياسة وعاد إلى نشاطه الأدبي.
استمر ابتعاد أثانيا عن السياسية لفترة قصيرة، ثم عاد وأسس في سنة 1934 حزب اليسار الجمهوري بعد اندماج العمل الجمهوري مع الحزب الجمهوري الاشتراكي الراديكالي والمنظمة الجمهورية الجاليكية المستقلة.
وفي 5 أكتوبر 1934 اشعل حزب العمال الاشتراكي (PSOE) مع الشيوعيون اتمرد يساري عام. فحقق التمرد نجاحًا مؤقتًا في أستورياس وبرشلونة، لكنه انتهى خلال أسبوعين. كان أثانيا في برشلونة في ذلك الوقت، وحاولت حكومة ليروكس توريطه. تم اعتقاله ووجهت إليه تهمة التواطؤ مع المتمردين. في الواقع لم يكن لأثانيا أي صلة بالتمرد، وسرعان ما انهارت محاولة إدانته بتهم زائفة، فارتفعت مكانته أمام الناس بعد اطلاق سراحه من السجن في يناير 1935. ثم ساعد بتكوين الجبهة الشعبية، وهو تحالف يضم جميع الأحزاب اليسارية الرئيسية في انتخابات 16 فبراير 1936.
فازت الجبهة بالانتخابات وأصبحت أثانيا رئيس للوزراء مرة أخرى في 19 فبراير. تضمن ائتلافه البرلماني حزب العمال الاشتراكي (PSOE) والشيوعيين. وهذا مما أقلق المحافظون الذين لايزالون يتذكرون محاولتهم للاستيلاء على السلطة قبل 17 شهرًا فقط. ثم أعلنت حكومة أثانيا عن عفو فوري عن جميع سجناء التمرد، مما زاد من مخاوف المحافظين. وزاد الطين بلة أنه تم تعيين الاشتراكيين والشيوعيين في مناصب مهمة في حرس الاعتداء والحرس المدني.
بالإضافة إلى انتصار الجبهة الشعبية بدأ الفلاحون المتطرفون بقيادة الاشتراكيين الاستيلاء على الأراضي الزراعية في 25 مارس. اختار أثانيا إضفاء الشرعية على هذه الأعمال بدلاً من تحديها. تنافس الاشتراكيون الراديكاليون مع الشيوعيين في الدعوة إلى ثورة عنيفة وقمع اليمين بالقوة. فازدادت الاغتيالات السياسية التي ارتكبها الشيوعيون والاشتراكيون والأناركيون، وكذلك عمليات انتقام المحافظين الذين ازدادت شراستهم وتطرفهم. فأصر أثانيا على أن الخطر على الجمهورية كان من اليمين وفي 11 مارس قمعت الحكومة الفلانخي.
كان أثانيا رجل قناعات قوية جدا. وصفه ستانلي ج. باين بشكل مبدئي بأنه "آخر شخصية عظيمة من الغطرسة القشتالية التقليدية في تاريخ إسبانيا." وباعتباره جمهوريًا من الطبقة الوسطى فقد كان معاديًا بصرامة للملكية والكنيسة ومنظمة CEDA وزعيمها خوسيه ماريا جيل روبلز الذي كان مواليا للكاثوليكية، لذلك فقد عد المنظمة غير شرعية. وكذلك جميع الموالين للملكية، حتى وإن دعموا الديمقراطية البرلمانية.

## الرئاسة والحرب الأهلية

الراية الرئاسية لمانويل أثانيا (1936–1939)

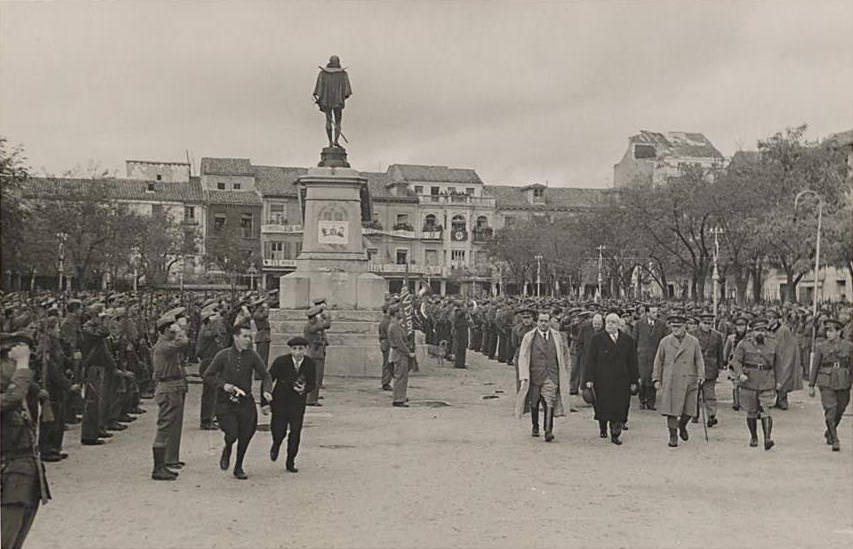
عرض عسكري في الكالا دي هيناريس (نوفمبر 1937).

أزاح الكورتيس في جلسته في أبريل الرئيس الكالا زامورا من منصب رئيس الجمهورية، وصوت لأثانيا ليكون بديلا عنه في 10 مايو 1936؛ فاستلم كيروغا منصب رئيس الوزراء. وقد عانى أثانيا في تلك الفترة من الاكتئاب الشديد بسبب الفوضى والاضطرابات المتزايدة ولم يرى أي وسيلة لردعها.
حذر أثانيا مراراً زملائه الجمهوريين من تضعضع وحدتهم داخل الحكومة بانها تشكل تهديدًا خطيرًا لاستقرار الجمهورية حديثة الولادة. فقد استمر العنف السياسي: حيث جرت أكثر من 200 عملية اغتيال من فبراير وحتى أوائل يوليو. بحلول يوليو كانت المؤامرة العسكرية للإطاحة بالجمهورية تسير على قدم وساق، لكن لم يتم التخطيط لأي شيء محدد. وفي 13 يوليو قامت مجموعة مختلطة من المسلحين الاشتراكيين وحرس الاعتداء باعتقال خوسيه كالفو سوتيلو زعيم مجموعة ملكية صغيرة في البرلمان ثم قتلته. لم يتصرف أثانيا وكيروغا تصرفا حاسما ضد القتلة.
في 17 يوليو أعلنت عناصر يمينية وفلانخية وملكية في جيش إسبانيا الجمهوري عن إطاحتها بالجمهورية. ولكن التمرد فشل في مدريد. فاستبدل أثانيا كيروغا من رئاسة الوزراء وعين حليفه دييغو مارتينيز باريو، فحاولت الحكومة الجديدة التوصل إلى حل وسط مع المتمردين وهو مارفضه الجنرال مولا، فبدأت بوادر اندلاع الحرب الأهلية. في 13 سبتمبر سمح أثانيا لوزير المالية خوان نغرين بنقل احتياطي الذهب في البلاد إلى أي مكان اعتقد نيغرين أنه سيكون آمناً. فقام بشحنه إلى الاتحاد السوفيتي، حيث ادعى أنه مقابل ثمن الأسلحة التي زودت بها الجمهورية. وفي سنة 1938 انتقل أثانيا إلى برشلونة مع بقية أعضاء الحكومة، وانعزلت الحكومة هناك عندما تحركت القوات الملكية إلى البحر بين برشلونة وفالنسيا.
وعندما سقطت برشلونة أمام المتمردين في 26 يناير 1939 هرب أثانيا إلى فرنسا. فعبر جبال البرانس في 5 فبراير 1939 سيراً على الأقدام. وبدلاً من العودة إلى مدريد مع بقية الحكومة استقال من منصبه يوم 3 مارس. وقد أدان المعلقون القوميون والجمهوريون هذا القرار ووصفوه بأنه هروب.

## الأيام الأخيرة

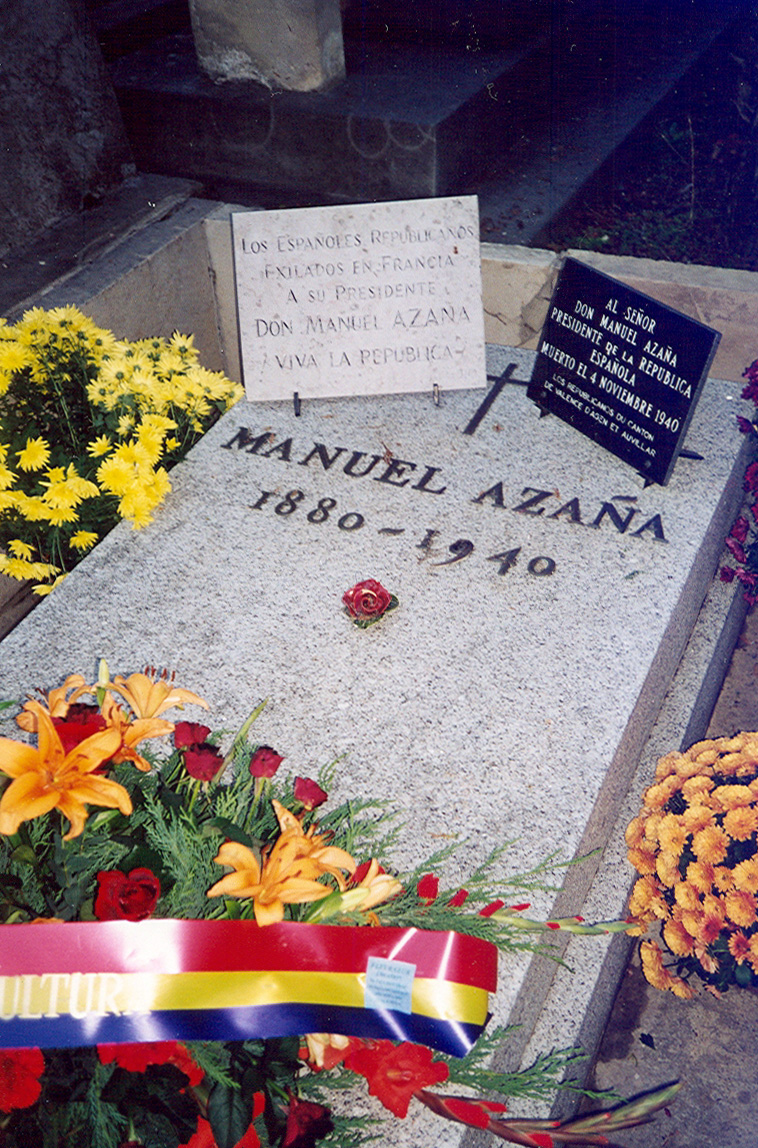
قبر مانويل أثانيا في مونتوبان بفرنسا.

عاش أثانيا في منفاه بفرنسا لأكثر من عام بعد الحرب، محاصرا بسبب سقوط فرنسا أمام ألمانيا وإدارة الاحتلال النازي للبلد. وتوفي في 3 نوفمبر 1940 في مونتوبان. رفضت سلطات فيشي الفرنسية السماح بتغطية نعشه بالعلم الجمهوري الإسباني، فغطي التابوت بدلاً من ذلك بعلم المكسيك، الذي منحته حكومته الجنسية المكسيكية وسمته سفيرا فخريا لمنحه الحصانة الدبلوماسية. كان محل إقامته رسمياً امتدادًا للسفارة المكسيكية وبالتالي إلى الأرض المكسيكية. جرت عدة محاولات لإلقاء القبض عليه لإعادته إلى مدريد، والتي فشلت جميعها بفضل حصانته ووجود جنود حماية مكسيكيون.

## قائمة المصادر
- Lagarrigue, Max. "Manuel Azaña en Montauban. La ultima morada del presidente de la República española, Manuel Azaña", in Azkárraga, José Ma (2001). República 70 anys després: 1931-2001. Valencia: Amics del Dia de la Foto. ص. 64–65..
- Amalric, Jean-Pierre (2007). "Manuel Azaña and France" (بالفرنسية). Arkheia Revue. Archived from the original on 2023-03-07.
- Amalric, Jean-Pierre (2008). "Intellectuals in the political arena (1898-1940)" (بالفرنسية). Arkheia Revue. Archived from the original on 2020-04-02.
- Azana، Manuel (1981). "Vigil in Benicarlo (Josephine and Paul Stewart, English trans.)". Associated University Press. {{استشهاد ويب}}: الوسيط |مسار= غير موجود أو فارع (مساعدة)
- Cherif، Cipriano De Rivas (1995). "Portrait of an Unknown Man: Manuel Azana and Modern Spain (Paul Stewart, edit. and English trans.)". Fairleigh Dickinson Univ Press. {{استشهاد ويب}}: الوسيط |مسار= غير موجود أو فارع (مساعدة)

## وصلات خارجية
- مانويل أثانيا على موقع IMDb (الإنجليزية)
- مانويل أثانيا على موقع الموسوعة البريطانية (الإنجليزية)
- مانويل أثانيا على موقع قاعدة بيانات الفيلم (الإنجليزية)
- أعمال أو نبذة عن مانويل أثانيا على أرشيف الإنترنت
- مانويل أثانيا على موقع فايند أغريف
- (بالفرنسية) Manuel Azaña Association